# TCP Wrapper
TCP Wrapper是一个基于主机的网络访问控制表系统，用于过滤对类Unix系统（如Linux或BSD）的网络访问。其能将主机或子网IP地址、名称及ident查询回复作为筛选标记，实现访问控制。
原始代码是1990年左右由荷兰人Wietse Venema编写的，目的是监视埃因霍温理工大学数学和计算机科学系的Unix工作站上的黑客行动。Wietse Venema一直维护这个程序到1995年；2001年6月1日，在其自己的BSD风格的许可证下发布。

## 1999年木马事件
1999年1月，软件在埃因霍温理工大学的分发包被修改后的版本替换，其包含一个被木马感染的软件版本，入侵者可以访问安装了此版本软件的任何一个服务器。作者在几个小时内发现了这个问题，此后他将主分发站点改为其个人网站。